# Selina Heregger
Selina Heregger (* 29. April 1977 in Lienz) ist eine ehemalige österreichische Skirennläuferin. Sie gehörte von 1994 bis 2005 dem Kader des Österreichischen Skiverbandes an, gewann bei den Weltmeisterschaften 2001 die Bronzemedaille in der Abfahrt und erreichte zwei Podestplätze im Weltcup.

## Biografie
Heregger begann als Dreijährige mit dem Skilauf und kam durch ihren Vater zum Skiclub ihres Heimatortes Irschen in Kärnten. Nach der Hauptschule in Dellach im Drautal besuchte sie die Skihandelsschule Schladming. Nach ihrem ersten von drei österreichischen Jugendmeistertiteln wurde sie 1994 in den Kader des Österreichischen Skiverbandes aufgenommen, worauf sie im Winter 1994/95 ihre ersten Europacuprennen fuhr und bei den Juniorenweltmeisterschaften 1995 zum Einsatz kam. In der Saison 1995/96 erreichte Heregger die ersten Podestplatzierungen im Europacup, womit sie Vierte im Gesamteuropacup wurde und die Riesenslalom-Disziplinenwertung punktegleich mit Barbara Milani und Andrine Flemmen gewann. Bei den Juniorenweltmeisterschaften 1996 in Hoch-Ybrig war sie mit zwei Goldmedaillen in Abfahrt (27.02.) und Kombination (02.03.) sowie einer Silbermedaille im Riesenslalom (29.02.) die erfolgreichste Teilnehmerin. Kombi-Gold verdankte sie dabei ihrem weiteren Rang 27 im Slalom; außerdem belegte sie auch im Super-G Rang 5. Sie kam in diesem Winter auch zu den ersten beiden Starts im Weltcup – ihr Debüt gab sie am 20. Dezember 1995 im Super-G von Veysonnaz – blieb dabei aber im geschlagenen Feld (Rang 45).
Nach den guten Europacupergebnissen des Vorjahres kam Heregger im Winter 1996/97 zunächst regelmäßig im Weltcup zum Einsatz. Sie konnte jedoch nie punkten und wurde daher ab Mitte Jänner wieder in den Europacup zurückversetzt, wo sie zahlreiche Top-10-Ergebnisse, aber kaum Podestplatzierungen erzielte. Die wenigen Weltcupeinsätze der nächsten beiden Jahre verliefen mit Platzierungen jenseits der besten 30 wiederum erfolglos, bis Heregger am 5. März 1999 überraschend den achten Platz in der Abfahrt von St. Moritz erreichte und damit ihre ersten Weltcuppunkte gewann. Nach diesem ersten Weltcuperfolg kam Heregger in der Saison 1999/2000 weiterhin vorrangig im Europacup zum Einsatz, wo sie ihre Ergebnisse gegenüber den Vorjahren deutlich verbessern konnte und mit drei Siegen und weiteren acht Podestplätzen die Gesamt- sowie die Riesenslalomwertung für sich entschied. In der zweiten Saisonhälfte startete sie auch wieder öfters im Weltcup, wo sie sich nun regelmäßig in den Punkterängen platzieren konnte und als Zehnte des Super-G von Innsbruck ihr zweites Top-10-Ergebnis erreichte.
Ab der Saison 2000/01 war Heregger fixer Bestandteil der österreichischen Weltcupmannschaft. Unter anderem mit zwei weiteren Top-10-Platzierungen Mitte Jänner in Cortina d’Ampezzo (Achte im Super-G und Neunte in der Abfahrt) sicherte sich Heregger einen Startplatz für die Weltmeisterschaften 2001 in St. Anton am Arlberg, bei der sie (mit der Start-Nr. 2) unerwartet den dritten Platz in der Abfahrt erreichte und damit hinter Michaela Dorfmeister und Renate Götschl für einen österreichischen Dreifachsieg sorgte. In der WM-Kombination war Heregger ebenfalls gestartet, dabei schied sie jedoch im ersten Slalomdurchgang aus. In der folgenden Saison 2001/02 erreichte Heregger nach weiteren Top-10-Platzierungen auch im Weltcup zwei Podestplätze, als sie Anfang Februar Zweite der Sprint-Abfahrt und Dritte der Kombination von Åre wurde. Bei den Olympischen Winterspielen 2002 in Salt Lake City belegte Heregger im selben Monat den sechsten Platz in der Abfahrt und Rang elf in der Kombination, nur im Riesenslalom schied sie aus.
In der Saison 2002/03 fiel Heregger jedoch weit zurück. Ihr einziges Resultat unter den besten 20 war der 15. Platz im Super-G von Cortina d’Ampezzo, worauf sie wieder vermehrt im Europacup eingesetzt wurde. Verletzungsbedingt musste Heregger dann im nächsten Winter 2003/04 ab Mitte Dezember pausieren. Danach erzielte sie in der Saison 2004/05 nur wenige Punkte im Weltcup, aber noch einen Sieg im Europacup, ehe sie mit Ende des Winters ihre Karriere beendete. Von 2000 bis zu ihrem Karriereende 2004, war Heregger Heeressportlerin im Heeressportzentrum des Österreichischen Bundesheers. Heregger begann nach ihrer Karriere im Sport eine Ausbildung zur Masseurin und eröffnete in Irschen das Café Selina.

## Erfolge

### Olympische Spiele
- Salt Lake City 2002: 6. Abfahrt, 11. Kombination

### Weltmeisterschaften
- St. Anton 2001: 3. Abfahrt

### Weltcup
- Saison 2001/02: 7. Kombinationsweltcup, 8. Abfahrtsweltcup
- 2 Podestplätze

### Europacup
- Saison 1995/96: 4. Gesamteuropacup, 1. Riesenslalomwertung
- Saison 1999/2000: 1. Gesamteuropacup, 1. Riesenslalomwertung, 3. Super-G-Wertung, 5. Abfahrtswertung
- Saison 2002/03: 4. Super-G-Wertung
- Saison 2004/05: 4. Super-G-Wertung

- 23 Podestplätze, davon 4 Siege:

| Datum            | Ort               | Land    | Disziplin    |
| ---------------- | ----------------- | ------- | ------------ |
| 4. Februar 2000  | Villars-sur-Ollon | Schweiz | Super-G      |
| 14. Februar 2000 | Sierra Nevada     | Spanien | Riesenslalom |
| 15. Februar 2000 | Sierra Nevada     | Spanien | Riesenslalom |
| 4. Februar 2005  | Reinswald/Sarntal | Italien | Super-G      |

### Juniorenweltmeisterschaften
- Voss 1995: 14. Riesenslalom, 29. Abfahrt
- Hoch-Ybrig 1996: 1. Abfahrt, 1. Kombination, 2. Riesenslalom, 5. Super-G, 27. Slalom

## Auszeichnungen (Auszug)
- 2001: Goldenes Verdienstzeichen der Republik Österreich